# Agora (politieke partij)
Agora was een Belgische politieke partij in het Brussels Hoofdstedelijk Gewest.

## Geschiedenis
Bij de verkiezingen van 2019 nam de burgerpartij deel aan de Brusselse gewestverkiezingen in het Nederlands kiescollege en behaalde daarbij 3.629 stemmen (5,18%). Dit resulteerde in een verkozene, met name Pepijn Kennis. De partij wil een assemblee oprichten met 89 gelote burgers, representatief verdeeld over geslacht, leeftijd en opleidingsniveau en hen zo mee beslissingsrecht geven.
De standpunten van deze assemblee werden door de verkozene vertegenwoordigd worden in het Brussels Hoofdstedelijk Parlement. Agora.Brussels organiseerde vier burgerassemblees die zelf hun onderwerp bepaalden. Zo nam het parlementlid positie in op vlak van wonen, werkgelegenheid, klimaat (energie en mobiliteit) alsook over thema's rond goed bestuur, transparantie en inclusie.
Eind 2023 besliste de burgerbeweging om niet op te komen bij de Brusselse gewestverkiezing, maar wel voor de Belgische federale verkiezingen 2024 in de provincies Namen, Waals-Brabant en het Brussels Gewest.
Na de verkiezingen van 2024 werd Agora opgeheven.